# Guerre du Rappen

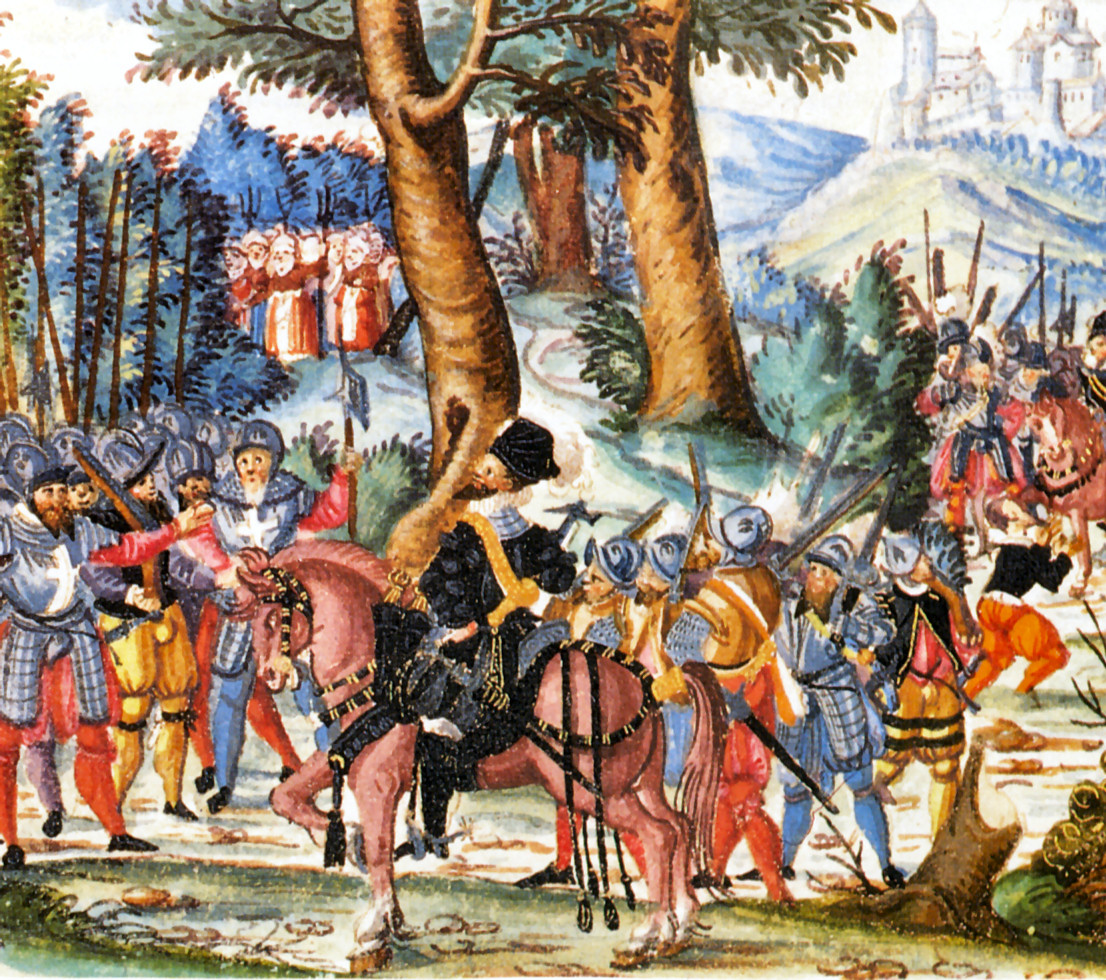
Andreas Ryff face aux insurgés près du château de Wildenstein en 1594

La guerre du Rappen (allemand : Rappenkrieg) désigne un conflit qui s'est déroulé en Suisse de 1591 à 1594 et qui opposa le canton de Bâle au canton de Bâle-Campagne. Les paysans de Bâle-Campagne se soulevèrent à l'annonce de l'augmentation des impôts sur le vin et la viande. L'affrontement dura plusieurs années et se termina grâce aux négociations menées par Andreas Ryff.
Le nom de la guerre vient de Rappen qui signifie centime ou sou en allemand.

## Origine
Dans le contexte tendu de la Réforme et de la Contre-Réforme, Jakob Christoph Blarer von Wartensee, le prince-évêque de Bâle, perdit son influence religieuse sur la région bâloise. À partir de 1575, il essaya de reprendre le contrôle en s'alliant avec  les zones catholiques de la Confédération. En 1585, à la suite d'un arbitrage favorable pour Blarer von Wartensee, Baden ordonna à la ville de Bâle de payer un montant de 200 000 florins à l'évêque à titre de dédommagement.

## Début du conflit
Pour rassembler cette somme, Bâle décida d'augmenter les impôts sur le vin et la viande dès janvier 1591. Les produits agricoles souffraient déjà d'une forte inflation : ces denrées étaient rares à cause de l'augmentation de la population, le manque de ressources, un climat défavorable et une mauvaise gestion des biens. Les paysans protestèrent vivement et une rébellion se forma. Elle fut menée notamment par Osimus Battmann, un protestant de Liestal. En septembre 1593, il fut arrêté puis soumis à la question.

## Escalade
La ville continua à refuser de revenir sur ses positions. D'autres mesures impopulaires furent prises, en particulier l'interdiction aux aubergistes d'exercer leur métier. Le conflit prit alors une tournure militaire avec des insurgés qui tentèrent par la force d'empêcher l'application de ce décret. Sous le commandement du capitaine Andreas Ryff, un contingent de 50 soldats fut envoyé le 13 mai 1594 à Liestal pour endiguer le soulèvement. Le 15 mai, une tentative d'arrestation contre l'un des principaux chefs du mouvement, Hans Siegrist de Niederdorf, échoua. La réaction ne se fit pas attendre, les hommes de la rébellion s'armèrent et se rendirent près du château de Wildenstein. Andreas Ryff, accompagné de 170 hommes, leur fit face mais préféra la voie diplomatique plutôt qu'une effusion de sang pouvant mener à une guerre civile.

## Résolution
Après plusieurs jours de négociation entre Siegrist et Ryff, les deux parties réussirent à trouver un compromis. Il fut décidé que l'impôt ne pouvait dépasser un certain seuil. Les opposants paysans ne furent pas punis et Bâle décida de ne pas infliger d'amendes.